# Malaia stigma
Malaia stigma är en skalbaggsart som beskrevs av Ohaus 1923. Malaia stigma ingår i släktet Malaia och familjen Rutelidae. Inga underarter finns listade i Catalogue of Life.